# Isabelle Raboud-Schüle
Isabelle Raboud-Schüle (* 1958) ist eine Schweizer Volkskundlerin.

## Leben
Isabelle Raboud-Schüle ist die Tochter des Romanisten Ernest Schüle (1912–1989) und der Ethnologin und Museologin Rose-Claire Schüle (1921–2015). Sie studierte an der Universität Neuenburg Volkskunde, Musikwissenschaft und Dialektologie. Nach dem Studium war sie für Walliser Museen tätig und richtete das Musée valaisan de la Vigne et du Vin bei Siders ein. Seit 1994 arbeitete sie als Konservatorin am Museum für Ernährung Alimentarium in Vevey, und 2006 wurde sie Direktorin des Freiburger Regionalmuseums Musée gruérien in Bulle. Seit 2010 verfasste sie für den Kanton Freiburg das Inventar der lebendigen Traditionen.
Isabelle Raboud-Schüle gehört dem schweizerischen UNESCO-Komitee an und ist seit 2019 Präsidentin des Verbands der Museen der Schweiz. Sie war Mitglied des Organisationskomitees der Fête des Vignerons 2019 in Vevey.

## Werke (Auswahl)
- Mit Rose-Claire Schüle und Pierre Dubuis: Assiettes valaisannes. Nourritures d’hier et d’avant-hier. Sierre 1993.
- Mit Martin R. Schärer: Objekt-Geschichten = Histoires d’objets. Alimentarium, Vevey 1995.
- Mit Sandrine Strobino und Pascal Crittin: Aspects de l’art choral en Valais. Sierre 1999.
- Musée d’Isérables. Isérables 2014.
- Die Erfindung der Schweizer Trachten Kleid, Kultur und Nation als Gesamtkunstwerk. In: Karl R. Kegler, Anna Minta, Niklas Naehrig: RaumKleider. Verbindungen zwischen Architekturraum, Körper und Kleid. Bielefeld 2018, S. 239–248.
- Mit Christophe Mauron: La Gruyère dans le miroir de son patrimoine. 5 Bände. Neuchâtel 2011.